# Giancarlo Alessandrini
Giancarlo Alessandrini (Jesi, 20 marzo 1950) è un fumettista italiano noto per essere il creatore grafico di Martin Mystère, personaggio la cui serie a fumetti è pubblicata dal 1982 dalla Bonelli.

## Biografia
Dopo aver conseguito il diploma all'Istituto d'Arte di Ancona, entra nel 1972, su consiglio del disegnatore Silvano Marinelli, nella redazione del Corriere dei Ragazzi per il quale pubblica serie da lui disegnate come Uomini contro, Fumetto verità, Anni 2000 e Lord Shark su sceneggiature di vari autori. Il primo racconto pubblicato appartiene alla serie Dal nostro inviato nel Tempo su testi di Mino Milani. La collaborazione con lo studio di Alberto Giolitti lo porta a realizzare storie per il mercato inglese, edite dalla Fleetway.
Su testi di Alfredo Castelli e Gomboli illustra la breve serie di 8 episodi, Eva Kant, pubblicata sull'edizione italiana di Cosmopolitan nel 1976, successivamente raccolta in un volume intitolato Eva Kant - Lontano da Diabolik, edito da Arnoldo Mondadori Editore. Inizia a collaborare con la Sergio Bonelli Editore nel 1977 disegnando sei episodi della serie Ken Parker e uno della collana Un uomo, un'avventura dal titolo L'uomo di Chicago. PEr un breve periodo collabora con la Mondadori, nel 1978, alla testata SuperGulp!, per la quale disegna anche la serie Allan Quatermain (una versione embrionale del futuro Martin Mystère), scritta da Castelli, e quella di Steve Vandam, scritta da Tiziano Sclavi. Nel 1980, entra a far parte anche dello staff de Il Giornalino, dove resterà fino al 1983 realizzando fra le varie cose, la serie Rosco & Sonny, scritta da Claudio Nizzi, alcuni episodi della serie Ai confini dell'avventura tratta dai documentari di Folco Quilici e scritta da Sanmauro,  e Storie di tutti i tempi, scritta da Renata Gelardini.
Il sodalizio con Castelli porta alla nascita, nel 1982, di Martin Mystère, personaggio del quale è il creatore grafico, disegnatore principale per lungo tempo e autore di tutte le copertine. Con Roberto Dal Prà realizza nel 1990, per la rivista Torpedo della ACME, L'Uomo di Mosca, che verrà poi pubblicato anche in Francia; sempre per la ACME realizza alcune storie brevi pubblicate sulle riviste Splatter e Mostri.
Dal 1991 su L'Eternauta vengono pubblicate le storie del detective Anastasia Brown sempre su testi di Dal Pra, oltre a un episodio della serie Zona X presenta, scritto da Antonio Serra e, nel 1992, vince lo Yellow Kid come miglior disegnatore italiano. Pubblica anche su Comic Art come autore completo realizzando due brevi racconti della serie Fatti e misfatti a Planet Arium.
Nel 1993 pubblica in Francia una serie su Indiana Jones edita da Bagheera e diventa il copertinista della serie Zona X, per la quale disegna anche due episodi nel 1996 e nel 1998.
nel 2004 realizza il tredicesimo Dylan Dog Gigante e, nel 2006, il ventesimo Texone (albo speciale di formato gigante pubblicato con cadenza annuale e dedicato al personaggio Tex).
Nel 2013 disegna il suo primo Dylan Dog nella serie regolare, il n. 324 L'odio non muore mai, su soggetto e sceneggiatura di Luigi Mignacco.

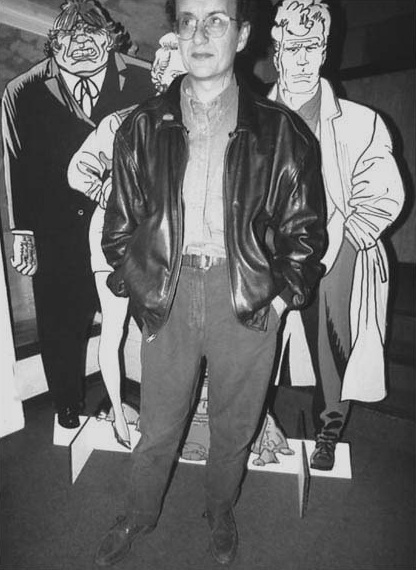
Giancarlo Alessandrini con alle spalle un cartonato di Martin Mystère.

Per il mercato francese ha realizzato anche la serie di ambientazione fantasy Outremer, su testi di Vincenzo Beretta pubblicata poi anche in Italia da Alessandro Editore.

## Stile
Dal punto di vista stilistico, è soprattutto nel corso del suo lavoro su Martin Mystère che Alessandrini ha potuto curare l'evoluzione del proprio tratto: dagli anni settanta alla seconda metà degli ottanta questo era caratterizzato dall'uso di un forte tratteggio e dall'impiego massiccio del nero. In seguito l'autore si è avvicinato allo stile di disegno tipico della cosiddetta linea chiara di origine franco-belga, adottando come modello il lavoro del disegnatore francese Moebius. Queste influenze sono particolarmente evidenti nei racconti spiccatamente fantasy illustrati per la miniserie Magic Patrol (apparsi su Zona X per i testi di Vincenzo Beretta).

## Riconoscimenti
- Premio ANAF come migliore disegnatore (1991);[2]
- Premio Yellow Kid come miglior disegnatore italiano (1992).[1][2][4]

## Opere
Elenco non completo.

### Sergio Bonelli Editore

#### Martin Mystère
Copertine di tutta la serie regolare, di tutti gli speciali, degli albi giganti fino al numero 12, degli Almanacchi dal numero 5 e dei Maxi 1, 2, 3, 4, 7, 8 e 9.
 Serie regolare 
- Alfredo Castelli (testi), Giancarlo Alessandrini (disegni); Gli Uomini in Nero, in Martin Mystère n. 001, Sergio Bonelli Editore, aprile 1982.
- Alfredo Castelli (testi), Giancarlo Alessandrini (disegni); La vendetta di Ra, in Martin Mystère n. 002, Sergio Bonelli Editore, maggio 1982.
- Alfredo Castelli (testi), Giancarlo Alessandrini/Angelo Maria Ricci (disegni); Operazione Arca, in Martin Mystère n. 003, Sergio Bonelli Editore, giugno 1982.
- Alfredo Castelli (testi), Giancarlo Alessandrini (disegni); La spada di re Artù, in Martin Mystère n. 015, Sergio Bonelli Editore, giugno 1983.
- Alfredo Castelli (testi), Giancarlo Alessandrini (disegni); Il mistero di Stonehenge, in Martin Mystère n. 016, Sergio Bonelli Editore, luglio 1983.
- Alfredo Castelli (testi), Giancarlo Alessandrini/Gaspare e Gaetano Cassaro (disegni); Il mostro d'acciaio, in Martin Mystère n. 026, Sergio Bonelli Editore, maggio 1984.
- Alfredo Castelli (testi), Giancarlo Alessandrini/Gaspare e Gaetano Cassaro (disegni); Incontri ravvicinati, in Martin Mystère n. 027, Sergio Bonelli Editore, giugno 1984.
- Alfredo Castelli (testi), Giancarlo Alessandrini/Gaspare e Gaetano Cassaro (disegni); Moha-Moha, in Martin Mystère n. 035, Sergio Bonelli Editore, febbraio 1985.
- Alfredo Castelli (testi), Giancarlo Alessandrini/Gaspare e Gaetano Cassaro/Giampiero Casertano (disegni); Il ritorno dei Kundingas, in Martin Mystère n. 036, Sergio Bonelli Editore, marzo 1985.
- Alfredo Castelli (testi), Giancarlo Alessandrini/Giampiero Casertano (disegni); Fantasmi a Manhattan, in Martin Mystère n. 064, Sergio Bonelli Editore, luglio 1987.
- Alfredo Castelli (testi), Giancarlo Alessandrini (disegni); Space Invaders, in Martin Mystère n. 065, Sergio Bonelli Editore, agosto 1987.
- Alfredo Castelli (testi), Giancarlo Alessandrini (disegni); Di tutti i colori!, in Martin Mystère n. 100, Sergio Bonelli Editore, luglio 1990.
- Alfredo Castelli/Elio Ottonello (testi), Giancarlo Alessandrini (disegni); L'oceano dei veleni, in Martin Mystère n. 109, Sergio Bonelli Editore, aprile 1991.
- Alfredo Castelli/Elio Ottonello (testi), Giancarlo Alessandrini (disegni); L'isola nel vento, in Martin Mystère n. 110, Sergio Bonelli Editore, maggio 1991.
- Alfredo Castelli/Elio Ottonello (testi), Giancarlo Alessandrini/Esposito Bros. (disegni); Gli dei del mare, in Martin Mystère n. 111, Sergio Bonelli Editore, giugno 1991.
- Alfredo Castelli (testi), Giancarlo Alessandrini (disegni); Dieci anni dopo, in Martin Mystère n. 121, Sergio Bonelli Editore, aprile 1992.
- Alfredo Castelli/Lucia Strufaldi/Carlo Recagno (testi), Giancarlo Alessandrini/Rodolfo Torti (disegni); Affari di famiglia, in Martin Mystère n. 174, Sergio Bonelli Editore, settembre 1996.
- Alfredo Castelli (testi), Giancarlo Alessandrini (disegni); Docteur Mystère, in Martin Mystère n. 175, Sergio Bonelli Editore, ottobre 1996.
- Massimiliano Palombi/Bruno Bonetti (testi), Giancarlo Alessandrini/Paolo Ongaro (disegni); Affondate il Titanic!, in Martin Mystère n. 179, Sergio Bonelli Editore, febbraio 1997.
- Bruno Bonetti/Carlo Recagno/Vincenzo Beretta (testi), Giancarlo Alessandrini/Rodolfo Torti (disegni); Il Signore del Nilo, in Martin Mystère n. 180, Sergio Bonelli Editore, marzo 1997.

 Albi fuori serie 
- Alfredo Castelli (testi), Giancarlo Alessandrini (disegni); Il tesoro di Loch Ness, in Speciale Martin Mystère n. 002, Sergio Bonelli Editore, luglio 1985.
- Alfredo Castelli (testi), Giancarlo Alessandrini (disegni); Il segreto della Grande Piramide, in Speciale Martin Mystère n. 003, Sergio Bonelli Editore, luglio 1986.
- Alfredo Castelli (testi), Giancarlo Alessandrini (disegni); La città sotto i ghiacci, in Speciale Martin Mystère n. 005, Sergio Bonelli Editore, luglio 1988.
- Alfredo Castelli (testi), Giancarlo Alessandrini (disegni); New Atlantis, in Speciale Martin Mystère n. 006, Sergio Bonelli Editore, giugno 1989.
- Alfredo Castelli (testi), Giancarlo Alessandrini (disegni); Ultimatum a New York, in Speciale Martin Mystère n. 007, Sergio Bonelli Editore, maggio 1990.
- Alfredo Castelli (testi), Giancarlo Alessandrini (disegni); Il segreto di Mozart, in Speciale Martin Mystère n. 008, Sergio Bonelli Editore, giugno 1991.
- Alfredo Castelli (testi), Giancarlo Alessandrini (disegni); La Quarta Caravella, in Speciale Martin Mystère n. 009, Sergio Bonelli Editore, giugno 1992.
- Alfredo Castelli (testi), Giancarlo Alessandrini (disegni); La città magica, in Speciale Martin Mystèree n. 010, Sergio Bonelli Editore, giugno 1993.
- Carlo Recagno (testi), Giancarlo Alessandrini (disegni); Il cavaliere verde, in Speciale Martin Mystère n. 011, Sergio Bonelli Editore, giugno 1994.
- Alfredo Castelli (testi), Giancarlo Alessandrini (disegni); Il segreto di San Nicola, in Martin Mystère Gigante n. 001, Sergio Bonelli Editore, settembre 1995.
- Alfredo Castelli/Marco Bertoli/Andrea Pasini (testi), Giancarlo Alessandrini/Lucio Filippucci (disegni); L'ultimo concerto, in Speciale Martin Mystère n. 013, Sergio Bonelli Editore, maggio 1996.
- Alfredo Castelli (testi), Giancarlo Alessandrini (disegni); Il cibo degli Dei, in Speciale Martin Mystère n. 014, Sergio Bonelli Editore, giugno 1997.
- Alfredo Castelli/Vincenzo Beretta (testi), Giancarlo Alessandrini/Esposito Bros. (disegni); Gli Uomini in Nero, in Martin Mystère Gigante n. 003, Sergio Bonelli Editore, settembre 1997.
- Enrico Lotti/Andrea Pasini (testi), Giancarlo Alessandrini (disegni); Il mondo di Escher, in Speciale Martin Mystère n. 014, Sergio Bonelli Editore, giugno 1998.
- Carlo Recagno (testi), Giancarlo Alessandrini (disegni); L'impareggiabile Reeves, in Speciale Martin Mystère n. 014, Sergio Bonelli Editore, giugno 1999.

#### Dylan Dog
Serie regolare 
- Luigi Mignacco (testi), Giancarlo Alessandrini (disegni); L'odio non muore mai, in Dylan Dog n. 324, Sergio Bonelli Editore, settembre 2013.

 Albi fuori serie 
- Paola Barbato (testi), Giancarlo Alessandrini (disegni); Il "Senza Nome", in Dylan Dog Gigante n. 13, Sergio Bonelli Editore, novembre 2004.
- Sergio Badino (testi), Giancarlo Alessandrini (disegni); Il banco dei pegni, in Dylan Dog Color Fest n. 7, Sergio Bonelli Editore, agosto 2011.